# Prožura
Prožura je  zaselek na otoku Mljetu (Hrvaška), ki upravno spada pod občino Mljet; le-ta pa spada pod Dubrovniško-neretvansko županijo.

## Geografija
Prožura leži v notranjosti otoka na nadmorski višini okoli 200 mnm ob cesti, ki povezuje Saplunare s Sobro. Kraj svojo turistično dejavnost razvija v bližnjem ribiškem zaselku Prožurska Luka. V Prožursko Luko, v kateri je manjši pristan, pelje iz Prožure okoli 1,5 km dolga strma cesta.
Sidrišče v zalivu, okoli katerega se razprostirajo hiše, je z otočkom Planjak dobro zavarovano pred udari burje. Morje v zalivu doseže globino do 20 metrov. Plovila lahko pristajajo ob urejeni obali, kjer pod restavracijo leži manjši kolenast pomol. Globina morja ob zidani obali in pomolu je od 1,5 do 4 metre.

## Prebivalstvo
V obeh zaselkih: Prožuri in Prožurski Luki živi okoli 100 stalnih prebivalcev.
| Pregled števila prebivalcev po letih | Pregled števila prebivalcev po letih | Pregled števila prebivalcev po letih | Pregled števila prebivalcev po letih | Pregled števila prebivalcev po letih | Pregled števila prebivalcev po letih | Pregled števila prebivalcev po letih | Pregled števila prebivalcev po letih | Pregled števila prebivalcev po letih | Pregled števila prebivalcev po letih | Pregled števila prebivalcev po letih | Pregled števila prebivalcev po letih | Pregled števila prebivalcev po letih | Pregled števila prebivalcev po letih | Pregled števila prebivalcev po letih |
| ------------------------------------ | ------------------------------------ | ------------------------------------ | ------------------------------------ | ------------------------------------ | ------------------------------------ | ------------------------------------ | ------------------------------------ | ------------------------------------ | ------------------------------------ | ------------------------------------ | ------------------------------------ | ------------------------------------ | ------------------------------------ | ------------------------------------ |
| 1857                                 | 1869                                 | 1880                                 | 1890                                 | 1900                                 | 1910                                 | 1921                                 | 1931                                 | 1948                                 | 1953                                 | 1961                                 | 1971                                 | 1981                                 | 1991                                 | 2001                                 |
| 155                                  | 153                                  | 180                                  | 181                                  | 170                                  | 184                                  | 179                                  | 192                                  | 217                                  | 208                                  | 182                                  | 149                                  | 121                                  | 78                                   | 53                                   |

## Zgodovina
V naselju Prožura stojita cerkvica sv. Trojice postavljena 1472 in obrambni stolp iz 17. stoletja.